# 宣城郡
宣城郡（せんじょう-ぐん）は、中国にかつて存在した郡。晋代から唐代にかけて、現在の安徽省南部に設置された。

## 概要
281年（太康2年）、西晋により丹陽郡を分割して宣城郡が立てられた。宣城郡は揚州に属し、宛陵県に郡治を置いた。晋の宣城郡は宛陵・宣城・陵陽・安呉・臨城・石城・涇・春穀・広徳・寧国・懐安の11県を管轄した。
南朝宋のとき、宣城郡は宛陵・広徳・懐安・寧国・宣城・安呉・涇・臨城・広陽・石城の10県を管轄した。484年（永明2年）、宣城郡は南豫州に転属した。
南朝斉のとき、宣城郡は広徳・懐安・宛陵・広陽・石城・臨城・寧国・宣城・建元・涇・安呉の11県を管轄した。
589年（開皇9年）、隋が南朝陳を滅ぼすと、宣城郡は廃止されて、宣州に編入された。607年（大業3年）に州が廃止されて郡が置かれると、宣州が宣城郡と改称された。宣城郡は宣城・涇・南陵・秋浦・永世・綏安の6県を管轄した。
620年（武徳3年）、唐が杜伏威を平定すると、宣城郡は宣州と改められた。742年（天宝元年）、宣州は宣城郡と改称された。758年（乾元元年）、宣城郡は宣州と改称され、宣城郡の呼称は姿を消した。